# 斯威里灣
斯威里灣（Lough Swilly，"lough"本為湖泊之意）是愛爾蘭北部的一個峽灣，位於伊尼什歐文半島的西側、法納德半島的東側。

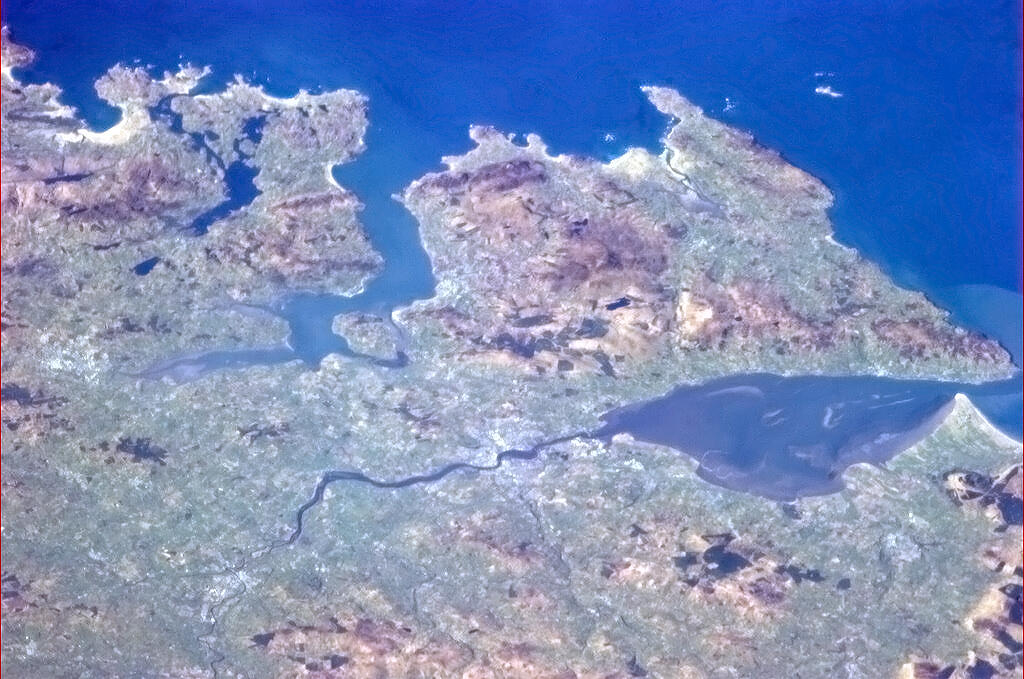
斯威里灣（左）與福伊爾潟湖（右）

斯威里灣的南端是萊特肯尼，多尼戈爾郡的中心城鎮，斯威里河在那裡注入斯威里灣。另一個城鎮邦克拉納在斯威里灣東岸。